# Rutas jacobeas medievales

## Otros accesos dentro de la península ibérica
Conforme los reinos cristianos del norte fueron reconquistando áreas más amplias del antiguo reino visigodo fueron quedando bajo su control las antiguas rutas herederas del sistema viario romano. Para dirigirse a Compostela, sus habitantes utilizaron, preferentemente varios itinerarios que, a excepción de la ruta que discurría junto a la costa atlántica, conectaban en diversos puntos con el clásico Camino de Santiago que venía desde Francia.

### Costa atlántica

Los trazados de las antiguas vías romanas fueron la base sobre la que se formó el itinerario cercano a la costa atlántica.

La antigua  XX per loca maritima fue la base sobre la que establecieron los itinerarios para acceder al Locus Sancti Iacobi desde el norte y el sur. Junto a esta, tramos de las vías XVI Olisipone Bracara Asturicam y XIX Bracara Asturicam completaban una ruta que llegaba desde Lisboa.
Por el norte transitaba no muy largo del puerto de La Coruña por lo que desde este y otros cercanos surgieron varios caminos que los comunicaban con la vía principal. El primero alcanzó un importante desarrollo en la Edad Media ayudado por los monarcas castellanos y consiguió convertirse en el principal destino para los barcos que transportaban peregrinos. Cerca de él, ya en las rías de Ferrol y Betanzos, se estima que otros puertos fueron también usados con ese motivo aunque en mucha menor medida. De hecho, en la zona de Ferrol no aparecieron hospitales hasta finales del siglo XV.
Ya en el siglo XI se usaba la vía marítima para llegar a Compostela. Los peregrinos procedentes de Gran Bretaña utilizaban las rutas comerciales establecidas desde tiempo atrás y en las que se transportaba vino desde Galicia y paños desde Inglaterra. Los barcos partían desde Cornualles o Devon y navegaban directamente sin cabotaje hasta el puerto de La Coruña. Con origen en otros países septentrionales también arribaban naves con peregrinos alemanes, daneses, suecos, noruegos, irlandeses, islandeses e incluso franceses. La ruta también fue utilizada por cruzados que se dirigían a Tierra Santa quienes hacían una escala para visitar la tumba del Apóstol.
El trazado del camino desde La Coruña pasaba por Castro de Elviña; Herves; Mesón do Vento; Carballo do Poulo; Ventas do Cepo; Santa Cruz de Montaos; Órdenes, Sigüeiro, Sionlla; Porrón y entraba en Compostela por la Puerta de la Peña.
Por el sur la calzada venía desde Tuy donde había cruzado el río Miño procedente desde Braga  a donde, por su parte, llegaba la XVI desde Lisboa. Aunque Tuy fue el principal punto de cruce, los peregrinos también usaron otros lugares para atravesar el Miño: Goián y La Guardia, lo que dio lugar a una variante por la costa que se unía a la vía principal en Redondela. Las principales poblaciones que esta ruta atravesaba en Galicia eran Pontevedra y Padrón lugar este donde la tradición jacobea sitúa la llegada de la barca con los restos del apóstol. Durante la reconquista, fue la vía principal para la expansión hacia el sur del reino leonés en su parte atlántica.

### Área occidental

En la parte occidental de la península se desarrollaron dos itinerarios: uno heredero del antiguo sistema viario romano y otro, más central, que describió en 1380 el itinerario de Brujas.

La ruta que discurría desde el sur hacia el norte por la parte occidental de la península no fue descrita por el «Itinerario de Antonino» como una única vía. Con todo, mediante la unión de varios tramos de diferentes calzadas descritas en la obra, dejó constancia de un itinerario que conectaba Sevilla con Astorga. Estos eran:
XXIII ab Ostio fluminis Anae Emeritam, tramo entre Sevilla y Mérida.
XXIV ab Emerita Caesaraugustam, tramo entre Mérida y Oceloduri (Zamora).
XXVI ab Asturica Caesaraugustam, tramo entre Oceloduri y Astorga.
Tampoco lo hizo Juan Villuga en su «repertorio de caminos» publicado en 1546. Él describió una ruta entre Sevilla y Toro formada por parte del camino «nº 84, de Sevilla hasta Valladolid» que pasaba por Castilblanco, Almadén, Monesterio, Calzadilla, Almendralejo, Mérida y Cáceres. Cruzaba el río Tajo por Las Barcas de Alconétar y tras atravesar una pequeña montaña por Cañaveral, se internaba en el valle del Jerte pasando por Holguera, Galisteo, Aldehuela y Carcaboso. Continuaba en el valle del Alagón por Cáparra y Aldeanueva tras lo que llegaba a Baños para iniciar el cruce de la sierra de Béjar hasta Calzada. Proseguía, entonces, por el «nº 75, de Toro a Plasencia» a través de Valdefuentes, Endrinal, Frades, Salamanca, San Cristóbal, Arcediano, Aldeanueva, Fuentesaúco, Guarrate y La Bóveda hasta finalizar en Toro, donde cruzaba el Duero. Una vez al norte del río, seguía el camino «nº 74, de León a Toro» que, a través de Villardondiego, San Pedro, Cotanes, Sta. Eufemia, Castroverde, Gordoncillo, Valdemora, Robollar y Villanueva, llegaba a León donde conectaba con el clásico Camino de Santiago o permitía seguir hasta Oviedo. Entre San Pedro y Cotanes, el camino se cruzaba con el «nº 22, de Medina del Campo a Astorga» que, por Villalpando, Benavente y La Bañeza, permitía alcanzar Astorga de una manera más corta y directa que a través de León.

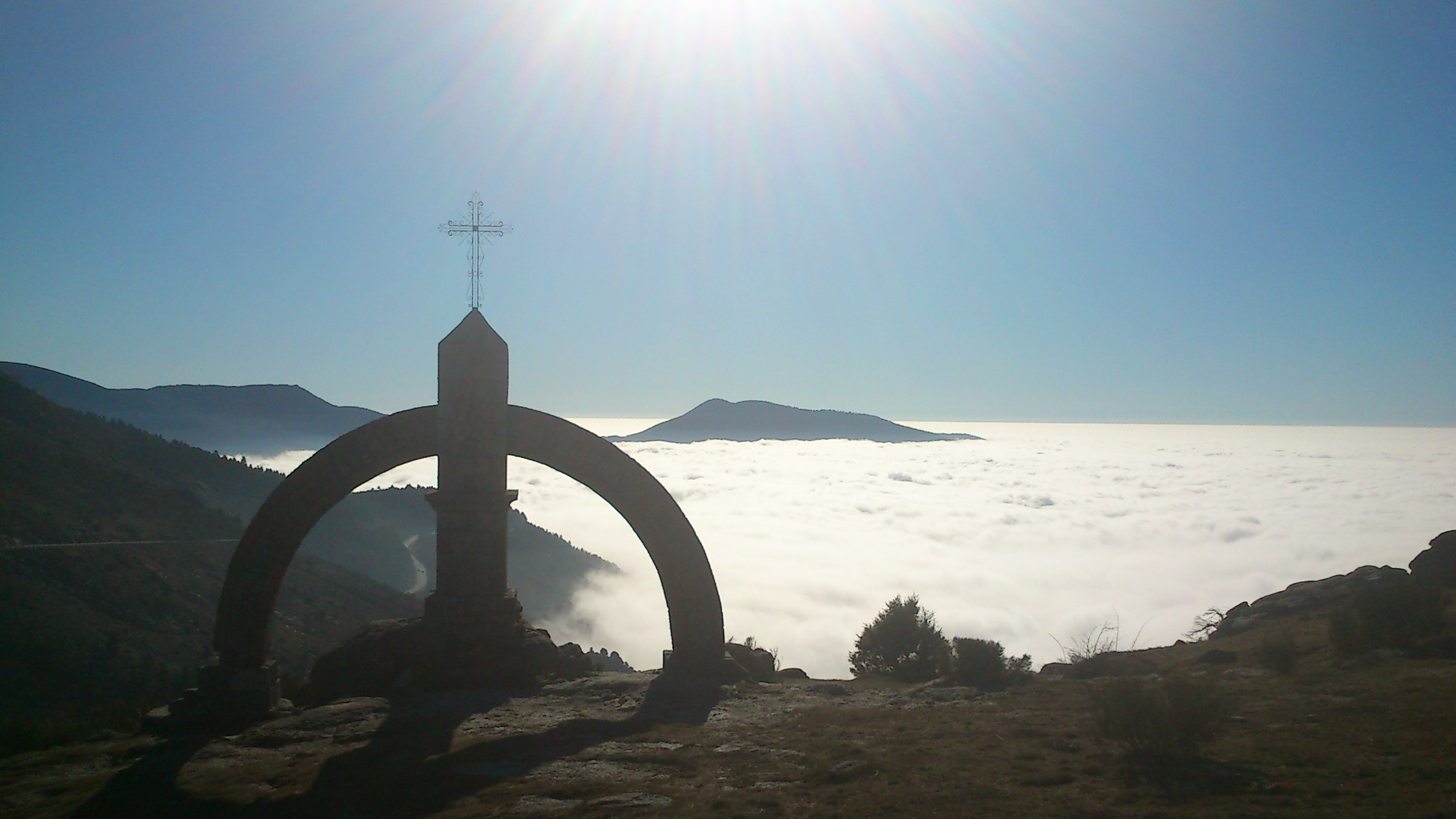
Mar de nubes desde el puerto del Pico. Este paso de montaña era utilizado por la ruta descrita en el Itinerario de Brujas para cruzar la sierra de Gredos.

Además de esta ruta heredera del sistema viario romano, se desarrolló otra que discurría más hacia el centro peninsular. Fue descrita en 1380 y de manera somera, por el denominado Itinerario de Brujas. Se trataba de la XXV «De sancto Jacobo usque Sybiliam per Salamanticam» que unía Sevilla con Compostela. Desde la ciudad del Guadalquivir partía junto al río hasta Cantillana y después se dirigía hacia el norte para cruzar sierra Morena por Cazalla y el valle del Guadiana por Zalamea y Campanario. Se internaba en los Montes de Toledo por Guadalupe y cruzaba el Tajo en Puente del Arzobispo. Avanzaba, después, por el valle a través de Oropesa hasta Ramacastañas, donde iniciaba el cruce de la sierra de Gredos. Utilizando la Cañada Real leonesa occidental, pasaba por Mombeltrán y el puerto del Pico para cruzar esta montaña. Proseguía por el valle del Alberche y llegaba a Villafranca de la Sierra para continuar, posteriormente, a Alba de Tormes y Salamanca. Desde esta ciudad, utilizaba el trazado de la antigua calzada romana para, por Zamora, llegar a Benavente. No pasaba por Astorga sino que, acortando por Val de San Lorenzo, se unía al Camino de Santiago en algún punto antes de llegar a Molinaseca.

### Itinerarios desde el sur y sureste

Desde Alicante, un itinerario unía el sureste peninsular con Compostela. En Toledo, se le unía otro que llegaba desde Córdoba.

En la ciudad de Toledo —reconquistada en 1085— convergían dos rutas principales que llegaban desde el sur y el sureste peninsular. Ambos caminos también fueron descritos por Villuga.
El denominado «nº 73, de Leon a Sevilla» partía de la ciudad hispalense y discurría por el valle del Guadalquivir, al sur del río, siguiendo el trazado de la antigua vía romana VIII ab Hispali Cordubam. Una vez en Córdoba, abandonaba el sistema viario romano en dirección norte por una ruta desarrollada por los visigodos o los musulmanes para comunicar esta ciudad con Toledo (este tramo fue recorrido en 948 por el geógrafo musulmán Ibn Hawqal y descrito por él años más tarde). Iniciaba el cruce de Sierra Morena en Conquista y tras atravesar la montaña por el puerto del Horcajo, llegaba a la Venta de la Inés para entrar en el valle del Guadiana. Se dirigía por las poblaciones de Almodóvar, Ciudad Real —fundada en 1255— y Caracuel hasta Peralvillo, junto a la fortaleza de Calatrava la Vieja, donde cruzaba el río. Posteriormente, entraba en los montes de Toledo por la Venta de la Zarzuela y los abandonaba por Los Yébenes para llegar después a Toledo.
El otro camino, por su parte, se llamaba «nº 50, de Alicante a Santiago». Partía de la primera ciudad para acceder al cauce del río Vinalopó en Monforte, y subir, junto a él, siguiendo el trazado de la vía romana I ab Arelato Narbone, hasta llegar a Villena. Abandonaba, entonces, la antigua ruta en dirección a Yecla y continuaba por Montealegre y Pétrola para llegar a Chinchilla. Este era un importante cruce con el que se unía a otro camino: el «nº 98, de Murcia a Toledo» que venía desde Murcia. Proseguía a través de la llanura manchega en un largo tramo durante el que pasaba por Albacete, La Gineta, La Roda, Minaya, El Provencio —donde franqueaba el Záncara—, Las Mesas, El Toboso, La Puebla de Almoradiel —donde cruzaba el Cigüela—, Villacañas y Tembleque. Bordeaba las estribaciones de los montes de Toledo por Villanueva de Bogas y llegaba, finalmente, a Toledo por Almonacid y Nambroca.
Desde la antigua capital visigoda, partía hacia el noroeste para franquear el río Guadarrama por un puente —junto al que se levantó una venta— y llegar a Villamiel. Continuaba por Huecas, Novés, Quismondo y Escalona donde cruzaba el río Alberche. Proseguía a Cadalso y usaba el valle del Alberche, entre la sierras de Gredos y Guadarrama, para atravesar el sistema Central por Cebreros y San Bartolomé. Desde ahí, continuaba por La Cañada, Mediana, Santo Domingo de las Posadas, Pajares, Arévalo y Ataquines para llegar a Medina del Campo. Pasaba el río Duero en Tordesillas y seguía en línea recta por Mota y Villalpando hasta Benavente, en cuyas inmediaciones, franqueaba el río Esla. Desde esta localidad seguía junto al antiguo trazado de la XXVI ab Asturica Caesaraugustam. Cruzaba el río Órbigo, pasaba por La Bañeza y llegaba a Astorga, donde se unía al clásico Camino de Santiago.

### Itinerarios desde el este

Por el sur de los Pirineos se utilizaron varias rutas para alcanzar el Camino de Santiago. Inicialmente, a través de Jaca y tras la reconquista del valle del Ebro, también por Zaragoza.

Los accesos desde el este peninsular se articularon por la antigua ruta del Ebro que comunicaba su desembocadura con el golfo de Vizcaya. Esta fue descrita por Estrabón en el siglo I a. C. y varios miliarios atestiguan su existencia, ya en el anterior siglo II a. C.
Para acceder a ella desde el norte de los Pirineos, se desarrolló un itinerario cuyo tramo entre Perpiñán y Barcelona fue descrito, de manera similar, en los itinerarios romanos, en el de Brujas (1380) y por Villuga (1546). El trayecto cruzaba los pirineos por Le Boulou, Le Perthus y La Junquera; se dirigía a Gerona por Figueras y discurría por el valle existente entre las cordilleras Prelitoral y Litoral hasta llegar a Barcelona.
El valle del Ebro estuvo bajo dominio musulmán hasta la segunda mitad del siglo XII. Esto impidió el uso de sus caminos para conectar con el de Santiago y tuvo que utilizarse un itinerario alternativo para viajar desde los territorios cristianos, al sur de los Pirineos, hasta el reino de Navarra. Agustín Ubieto lo denomina «Camino Rotense» y ha estudiado su recorrido desde Arén y Pont de Suert donde, a su vez, debieron llegar caminos desde los condados catalanes. Estos confluían en Roda —de ahí la denominación— y continuaban por Aínsa y el valle del río Guarga hasta alcanzar Jaca donde se unía al Camino de Santiago.
Conforme el avance de la Reconquista permitió el control del valle del Ebro, se abrieron a los peregrinos las antiguas rutas que discurrían por él. Lérida se convirtió en el lugar donde convergían varios itinerarios que, previamente, habían atravesado la cordillera Prelitoral. Uno era el heredero del sistema romano y también descrito por Villuga —camino «nº 133, de Tarragona a Zaragoza»— que llegaba tras cruzar por La Riba y Montblanch. Aparte de este, se desarrollaron otros que, de manera más directa, partían tanto de Barcelona —camino «nº 7, de Zaragoza a Barcelona» que pasaba por Igualada, Cervera y Tárrega— como de La Roca —camino «nº 130, de Gerona a Lérida» que confluía con el anterior en la citada Igualada—.
Tras Lérida, la ruta seguía un trayecto heredero de una antigua vía romana secundaria que salía por el valle del Segre y continuaba por Alcarrás, Candasnos, Bujaraloz, Osera y Alfajarín para llegar a Zaragoza. Después de cruzar el Ebro y recibir al «nº 6, de Valencia a Zaragoza» que llegaba por Teruel, el itinerario continuaba río arriba junto a la orilla sur por un trazado similar al que había tenido la Vía I y que reproducía el «nº 11, de Barcelona a Burgos». Este pasaba por Alagón, Luceni, Mallén, Cortes, Tudela, Alfaro, Aldeanueva, Calahorra, Venta de Ausejo, Monteagudo, Agoncillo y Logroño, localidad donde se unía al Camino de Santiago.

### Itinerario por la costa cantábrica

Por la cornisa cantábrica se desarrolló una ruta que comunicaba Irún con Oviedo desde donde, a su vez, se continuaba a Compostela.

Las características geográficas de la cornisa Cantábrica han sido siempre un elemento de dificultad para el desarrollo de caminos de larga distancia que comunicasen Francia con Galicia por el norte de las montañas. De la época romana, se heredó una red de caminos comarcales que comunicaban los núcleos habitados más importantes y cuya unión configuró un itinerario que permitía conectar la desembocadura del río Bidasoa con el área cercana a Oviedo, comunicada, a su vez, con Lugo y León. Su uso como ruta para peregrinar hasta Compostela fue tardío —desde finales del siglo XII— y minoritario. El relato más antiguo conocido que lo describe se debe a un obispo armenio que lo recorrió en 1491.
El itinerario se iniciaba con el cruce del río Bidasoa en Behovia tras lo que se entraba en Irún. Desde ahí se continuaba hasta San Sebastián a través de Villanueva de Oiarso —la actual Rentería— y Pasajes de San Pedro. San Sebastián era la primera población importante que se encontraba en el camino y tras ella —por Orio, Zarauz y Guetaria— se llegaba a Deva donde se abandonaba la costa y se proseguía a Guernica por el interior. Aunque no está claro el trayecto, el itinerario continuaba por Larrabezúa hasta Bilbao y de ahí a Portugalete. Cerca de la costa, seguía a Castro Urdiales y posteriormente alcanzaba Laredo, lugar donde arribaban algunos peregrinos que utilizaban la vía marítima. Atravesaba la ría de Treto por Colindres y nuevamente por el interior, seguía a través de Cicero, Ambrosero, Beranga y Villaverde hasta llegar a Santander que alcanzaba por tierra o bien cruzando en barca la bahía.
El tramo entre Santander y Comillas discurría pasando por Santillana donde existía un notable monasterio. Cruzaba la ría de la Rabia, bien en barca o bordeándola con la marea baja, y llegaba a la desembocadura del río Escudo que atravesaba para llegar a San Vicente. Tras esta población, franqueaba el río Deva en Unquera y seguía, cercano a la costa, por Colombres hasta llegar a Llanes.
El itinerario proseguía por Celorio, Hontoria y Nueva hasta llegar a Ribadesella, donde cruzaba el río Sella. En este punto se presentaban dos alternativas para continuar: una por el interior —siguiendo el río hasta Arriondas y después por Infiesto y Pola de Siero— y otra, cercana a la costa, —por Caravia, Colunga, Villaviciosa— que luego se internaba por Vega de Poja y conectaba con la anterior en la citada Pola de Siero, localidad cuyo origen se debe una hospedería fundada en el siglo XII dentro del camino a Oviedo con el objetivo de atender a personas de escasos recursos.
El tramo final hasta Oviedo discurría por La Carrera, Argüelles, San Miguel de la Barreda, Bobes y Colloto, tras lo que finalizaba en la capital asturiana. La continuación a Compostela se hacía después, bien por el antiguo camino a Lugo o, alternativamente, cruzando la montaña hasta León y siguiendo el clásico Camino de Santiago.

## Cruce de los Pirineos y acceso a la península

Para acceder a la península desde Francia, se utilizaron tres rutas que pasaban por Irún, Roncesvalles y Somport.

Los peregrinos que llegaban desde del reino de Francia —bien por haber comenzado su peregrinación en él o por haberlo atravesado en su camino— tenían que salvar el obstáculo natural que suponía la cordillera pirenaica para entrar en la península. Con este fin, utilizaron tres itinerarios principales: inicialmente, dos que discurrían por Navarra y Aragón y posteriormente, otro que lo hacía por Castilla y que surgió como alternativa al primero para quienes llegaban desde Burdeos.
El reino navarro era atravesado por la antigua vía romana Burdeos–Astorga la cual cruzaba la montaña por el paso de Roncesvalles. Procedente de Burdeos —a donde, a su vez, llegaba la ruta que procedía de París—, el camino entraba dentro de Navarra por Garris y llegaba a Ostabat, donde se le unían otros dos principales: uno que, procedente de Vézelay, entraba por Sauveterre y otro que, desde Le Puy, lo hacía por Mauléon. En la localidad existían varios hospitales y desde ella, la ruta continuaba por valles hasta llegar a San Juan Pie de Puerto, donde iniciaba el cruce de los Pirineos. Para el ascenso a la montaña, los peregrinos disponían de dos alternativas: una subía junto al curso del río Valcarlos a través de la población homónima y posteriormente por su afluente, el arroyo Gainekoleta hasta llegar al puerto de Ibañeta; la otra lo hacía por la divisoria de aguas entre el río Beherobie y el citado Valcarlos, continuaba por la ladera del monte Orisson y llegaba al Château Pignon para proseguir hasta el puerto de Cisa y descender al de Ibañeta, donde coincidía con la anterior. Bajaba, entonces, a Roncesvalles y entraba en la llanura de Burguete. Tras llegar a Espinal, volvía a internarse en la montaña a través de Viscarret, Linzoáin, Erro y Zubiri, donde cruzaba el río Arga. Continuaba el descenso por el estrecho valle de este río y pasaba por Urdániz, Larrasoaña, Anchóriz, Iroz, Zabaldica, Arleta y Villava hasta llegar a Pamplona. Pasada la capital navarra, proseguía por Guenduláin, Astráin, el puerto del Perdón, Legarda y Obanos y alcanzaba Puente la Reina, donde se unía a la ruta que había cruzado los Pirineos por Somport.
Al reino aragonés llegaban los que utilizaban otra entrada natural a la península: el citado paso de Somport que, también, fue usado por una antigua calzada romana. Esta era la entrada de otro importante camino francés que recorría el Mediodía procedente del bajo Ródano y que pasaba por Tolosa para llegar a Oloron. Desde esta población, continuaba por el valle de Aspe y ascendía la montaña hasta el Summo Porto —Somport— donde, en el siglo XI, se creó el hospital de Santa Cristina. Entraba, entonces, en el reino de Aragón y descendía la montaña siguiendo el curso del río homónimo hasta llegar a Jaca donde giraba al oeste. Proseguía junto a él por Puente la Reina de Jaca y Tiermas, cruzaba el río Irati y tras entrar en el reino navarro, bordeaba por el norte la sierra de Izco a través de Monreal y Tiebas para confluir con la ruta de Roncesvalles poco antes de llegar a Puente la Reina. Esta localidad estaba situada en el nuevo itinerario que había fijado Sancho el Mayor en la década de 1030 para salvar por el sur la zona montañosa que abarcaba desde la sierras de Guirguillano al sur hasta las de Satrústegui y Urbasa, al norte.
La incorporación de Álava y Guipúzcoa a la corona de Castilla en 1200 permitió su comunicación directa con el reino francés. Por impulso de los reyes se desarrolló, entonces, una ruta hacia la frontera en la que se acondicionaron caminos y principalmente, se crearon nuevas localidades que aglutinasen a la población desperdigada en caseríos. Esto favoreció el desvío por este corredor del comercio castellano que antes se hacía por los puertos cantábricos y consiguió impulsar económicamente la zona. La mejor infraestructura hizo, también, que los peregrinos que procedían de París por Burdeos comenzasen a preferir esta ruta en detrimento de la que cruzaba por Roncesvalles, de tal manera que, tras Burdeos y una vez pasado Lesperon, continuaban junto a la costa por Bayona —que se convirtió en un importante centro económico y comercial— y entraban en la península por Irún. Su camino continuaba, después, por Oyarzun, Hernani, Tolosa, Villafranca, Cegama y el túnel de San Adrián, hasta llegar a Vitoria. Tras la antigua ciudad visigoda, se dirigía a Miranda para cruzar el Ebro y continuaba por Briviesca hasta conectar, en Burgos, con el Camino de Santiago.

## Itinerarios en Francia
Al extenderse el culto a Santiago en Francia, se fueron formando cuatro itinerarios principales seguidos por quienes querían dirigirse a su tumba. Estos, unían una serie de destacados santuarios y los peregrinos accedían a ellos mediante diversas rutas en función de sus puntos de partida. Eran usados tanto por los franceses como por los que, procedentes de otros reinos más lejanos, atravesaban el francés su camino. Tenían en común que atravesaban los Pirineos por su extremo occidental, algo que quizá se debiese a que el valle del Ebro estaba bajo control musulmán cuando surgió la peregrinación jacobea.
La información más antigua que se conserva sobre ellos la proporciona el «Iter pro peregrinis ad Compostellam» contenido en el Liber Sancti Iacobi, escrito a mediados del siglo XII. Esta consiste en la relación de varios lugares, dentro de Francia, que los peregrinos debían visitar y con cuya unión se deducen cuatro rutas que comenzaban en Orleans, Vézelay, Le Puy y Saint-Gilles, respectivamente. Las tres primeras cruzaban los Pirineos en Roncesvalles mientras que la cuarta lo hacía por Somport.
Las siguientes obras conocidas se publicaron dos siglos después: el Itinerario de Brujas (en 1380) y el Itinerario inglés en verso (finales del siglo XIV) donde ya no se describen las rutas procedentes de Vézelay y Le Puy. De hecho, el itinerario inglés solo incluye el camino desde Burdeos, ya que su autor desembarcó allí procedente de Plymouth. El itinerario de Brujas, por su parte, da una información más completa: describe la ruta desde Orleans haciéndola comenzar en París y también incluye el camino desde Saint-Guilles aunque, a diferencia del Liber Sancti Iacobi, lo hace comenzar en Aviñón y cruzar el Pirineo por Roncesvalles. Además de estas, también detalla las que llegaban a París desde el área de los Países Bajos y la actual Alemania, así como las que lo hacían a Aviñón siguiendo el valle del Ródano o procedentes de la península itálica.
Obras posteriores seguirán el esquema del itinerario de Brujas: el viaje del señor de Caumont (1417) informa sobre parte de la ruta de París; la guía de Herman Künig von Vach (1495) detalla las de París —comenzando desde Aquisgrán— y Aviñón —con inicio en Einsiedeln—; el itinerario de Arnold von Harff (1499) lo hace, también, con la de Aviñón —desde la entrada por los Alpes en Susa—; las guías Le Chemin de Paris a Compostelle (ca. 1535) y Nouvelle Guide des Chemins (1583) describen, ambas, el camino de París con entrada en la península por Irún; ya en el siglo XVII, el Viaggio de Domenico Laffi (1673) usa la ruta de Aviñón —también tras cruzar los Alpes por Susa—.

### Ruta desde París

En el reino de Francia se desarrollaron cuatro rutas para llegar al reino de Navarra y continuar a Compostela. Las principales partían de París y del bajo Ródano.

En la capital francesa se congregaban peregrinos provenientes del norte de Francia y el Imperio Romano Germánico así como británicos que, previamente, habían cruzado el canal de La Mancha. Entre los caminos que usaban se puede destacar los que llegaban desde Brujas por Arrás y desde Reims. Su importante afluencia llevó a que se creasen en la ciudad un buen número de hospitales para darles alojamiento así como a la fundación de la cofradía de peregrinos jacobeos más notable de Francia. La ruta hacia Compostela comenzaba en la iglesia de Saint Jacques de la Boucherie y atravesaba la ciudad en dirección sur.
Para dirigirse a Tours se utilizaron dos itinerarios alternativos: uno se dirigía por Étampes hasta el Loira, a la altura de Orleans, y continuaba junto al río por Blois para llegar a Tours; el otro, discurría más hacia el oeste y pasaba por Chartres, Châteaudun y Vendôme. Tours era la ciudad donde reposaban los restos de san Martín —uno de los santos franceses más venerados— y un punto importante para cruzar el citado Loira. Es su recorrido hacia el sur, llegaba al río Vienne y continuaba junto a su cauce hasta Châtellerault desde donde proseguía, junto al Clain, hasta Poitiers. Abandonaba, entonces, el río y por Melle y Saint-Jean-d'Angély alcanzaba Saintes, ciudad en la que salvaba el Charente. Desde ahí, pasaba a Pons y comenzaba su acercamiento al estuario de Gironda al que llegaba a la altura de Blaye. Desde su puerto partían barcazas que transportaban a los viajeros hasta la ciudad de Burdeos.
En Burdeos comenzaba el antiguo itinerario romano que llegaba hasta Astorga. Usando esta ruta, cruzaba las Landas donde franqueaba el río Eyre cerca de Le Muret y por Liposthey, Labouheyre y Escource, llegaba a Lesperon.  Seguía por Dax para cruzar el río Adur, Sorde para el Gave de Oloron y llegaba a Ostabat donde se le unían los caminos que venían desde Vézelay y Le Puy. Desde la citada Lesperon surgió además, en el siglo XIII, una ruta alternativa que, por la costa y a través de Bayona, entraba en la península por Irún.

### Ruta desde el bajo Ródano
El itinerario más meridional partía del bajo Ródano. Tenía la característica de que —en dirección contraria— también era usado por los cristianos peninsulares y franceses para dirigirse a Roma o Jerusalén; de hecho, en 1336 recibía indistintamente las denominaciones de camin romiou y cami de Sent-Jagme.
Las descripciones que se conservan de él indican varios puntos de partida junto al río. El Liber Sancti Iacobi lo iniciaba en Saint-Gilles, situada junto al Pequeño Ródano que, hasta finales del siglo XIV, era la frontera del reino de Francia con el vecino reino de la Baja Borgoña y su sucesor, reino de Arlés. En esta localidad establecieron sus prioratos tanto la Orden de San Juan como la Orden del Temple y se estima que era un lugar habitual de partida para los barcos que transportaban peregrinos hasta Tierra Santa. Obras posteriores, sin embargo, lo hacían comenzar en Aviñón —que fue residencia papal durante el siglo XIV— o en otras localidades situadas río arriba.
Independientemente del lugar donde cruzaban el Ródano, los caminos confluían en Montpellier, ciudad a partir de la cual, se le abrían a los viajeros dos alternativas salvar el obstáculo natural que suponían las estribaciones sureñas del Macizo Central antes de llegar a Tolosa. Una, las atravesaba por los valles existentes entre los Montes de Lacaune y la Montaña Negra. Entraba por los de los ríos Orb y Jaur hasta Saint-Pons y salía por el del Thoré hasta Castres. La otra opción —que fue la más utilizada por los peregrinos— seguía la antigua ruta romana y las bordeaba por el sur. Se dirigía a Béziers y se internaba por el valle del río Aude hasta Carcasona, bien por Narbona y Lezignan o, más directamente, por Olonzac. Continuaba, entonces, por Castelnaudary, Villefranche-de-Lauragais y Baziège hasta llegar a Tolosa. Esta ciudad —la antigua capital visigoda— era el punto donde se salvaba otro importante obstáculo natural: el río Garona. El itinerario proseguía cercano a la antigua ruta romana hasta Auch pasando por Léguevin, Pujaudran, L’Isle Jourdan, Marestaing, Gimont y Aubiet. En Auch se cruzaba otro río importante: el Gers y se abandonaba el itinerario romano para dirigirse hacia el punto donde se iniciaba el cruce de los Pirineos utilizando un camino que permitía atravesar el río Adur en Maubourget y el Gave de Pau en Pau. Desde esta población se seguía otra antigua vía romana que se dirigía a Oloron y ascendía la montaña junto al río Gave d’Aspe hasta el puerto de Somport.
El valle del citado Gave de Pau permitía, además, la existencia de una ruta sencilla que conectaba con los otros tres caminos principales y con la ciudad de Bayona. De esta manera, poco después de Morlaas se podía seguir hasta Orthez y luego a Ostabat para, de manera alternativa, cruzar la montaña por Roncesvalles.

### Rutas desde Vézelay y Le Puy
El Liber Sancti Iacobi dejó constancia, también, de dos rutas que, con inicio en Vézelay o Le Puy, discurrían por el área central de Francia para llegar a Ostabat.
La que comenzaba en Vézelay, cruzaba el río Loira en La Charité-sur-Loire, pasaba por Bourges y atravesaba el Indre en Châteauroux. Desde esta localidad, proseguía en dirección sur junto al trazado de una antigua vía romana. Cruzaba el Creuse en Argenton y continuaba hasta a Limoges, tradicional punto para pasar el río Vienne. Esta era una importante localidad del ducado de Aquitania donde se veneraban los restos de san Marcial y un destino de peregrinación dentro de Francia. Igualmente, en ella se situaba la abadía de San Marcial que durante los siglos XI y XII fue un importante centro cultural. Al igual que la calzada romana, seguía en dirección sur hasta Périgueux para cruzar el Isle y después a Bergerac para el Dordoña. El siguiente río importante —el Garona— era atravesado en La Réole y desde ahí, continuaba por Auros, Bazas, Captieux, Roquefort y Mont-de-Marsan hasta Saint-Sever donde atravesaba el Adur. El itinerario proseguía hasta Orthez y por Sauvaterre, entraba en el reino navarro y alcanzaba Ostabat.
La localidad de Le Puy-en-Velay era la sede de un importante obispado medieval y también un destino de peregrinación debido a la leyenda de una aparición mariana. Estaba situada en el Macizo Central junto a un punto de cruce del río Loira y cercana a la frontera con Borgoña. De la ciudad partía un itinerario que, primero, discurría por la meseta de Aubrac hasta llegar a Espalion junto al río Lot. Continuaba, entonces, junto a su cauce hasta Conques y tras franquearlo, llegaba a Figeac. Proseguía por Marcilhac, volvía a cruzar el río y alcanzaba Cahors, situada en su orilla. Desde ahí, se dirigía a Moissac, atravesaba el Garona y por Miradoux, llegaba al cruce de caminos que era Lectoure, la capital del condado de Armañac. Por Condom y Eauze, el itinerario alcanzaba el río Adur a la altura de Aire y después de Arzacq, el río Gave de Pau en Audejos. Continuaba hacia Mauleon y entraba en el reino navarro tras lo que llegaba a Ostabat.

## Itinerarios en el Imperio Romano Germánico
El Sacro Imperio Romano Germánico fue la entidad política que, durante buena parte de la Edad Media, abarcaba el centro de Europa desde la península de Jutlandia hasta el centro de la Itálica. Estaba formado por una amalgama de reinos, ducados, marquesados, condados, señoríos eclesiásticos y ciudades libres.
La mención más antigua sobre la existencia de rutas a Compostela dentro de este ámbito, la hizo Nikulás de Munkathvera a mediados del siglo XII cuando indicó que, en la ciudad italiana de Luni, se unían rutas jacobeas y romeas. Ya en 1236, Alberto, abad del monasterio de Stade, describió un camino por peregrinos que partía desde su ciudad dirigiéndose por el este hasta Reims.
El tránsito a través del reino francés se canalizó por dos caminos principales que, con variaciones, se correspondían con las anteriormente indicadas rutas por Tours y desde Saint-Guilles. Estos fueron descritos en el «itinerario de Brujas» de 1380. y por el religioso Hermann Künig von Bach, autor de la primera guía jacobea en idioma alemán que se conserva y aparecida en 1495. Künig se refirió a ellos respectivamente como la Niederstrasse (Vía Baja) —que describe desde Aquisgrán— y la obere Strasse (Vía Alta) —la cual detalla desde Einsiedeln—.
Para acceder a ellas, los peregrinos solían utilizar las rutas comerciales existentes ya que contaban con la infraestructura necesaria para posibilitar el viaje. Sobre esta red de caminos que discurrían por el ámbito imperial se tiene la información que proporcionan el citado «Itinerario de Brujas» de 1380 así como el mapa denominado Landstrassen-Karte elaborado por Erhard Etzlaub en 1501.

### Itinerarios a través de la Vía Baja oNiederstrasse

Los peregrinos de Europa central siguieron dos vías principales para atravesar Francia en su camino hacia Compostela: las denominadas Vía Alta y Vía Baja. Dentro del imperio Romano Germánico existían varios caminos principales que permitían el acceso a ellas.

Para llegar a París existían varios caminos importantes que atravesaban el norte del imperio.
Desde la ciudad de Lubeca en la que, a su vez, confluían los que provenían de la costa báltica y de escandinavia. La ruta cruzaba el Elba por Hamburgo y a través de Stade, Bremen y Wildeshausen, se dirigía a los Países Bajos donde pasaba por Utrecht, Amberes y Gante para continuar a París. La comunicación con la ciudad del Sena presentaba varias alternativas entre la que se puede destacar la que pasaba por Arrás, donde existía una notable abadía que custodiaba los restos de Gastón.
Otra ruta desde Lubeca discurría algo más al sur, a través de Luneburgo, Hannover, Paderborn y Dortmund. Pasaba por el norte de la región montañosa de Bergisches Land y llegaba a Colonia donde cruzaba el Rin. La continuación hasta París descrita por Künig se hacía por Aquisgrán  —en cuya catedral descansaban los restos de Carlomagno y que era, en sí misma, un destino de peregrinación desde su reinado—, Bruselas, Valenciennes y Arrás.
Colonia también era el destino de una ruta más meridional que, desde la polaca Posnania discurría por Fráncfort —donde cruzaba el Óder—, Leipzig, Torgau —donde cruzaba el Elba—, Érfurt —un importante cruce de caminos— y Marburgo. Desde esta ciudad, bordeaba por el sur la región de Bergisches Land y llegaba al Rin.

### Itinerarios a través de la Vía Alta uobere Strasse
La obere Strasse, por su parte, comenzaba en las estribaciones norteñas de los Alpes y avanzaba por Berna y Lausana hasta llegar al valle del Ródano, a la altura de Valence. Bajaba junto al río hasta Pont-Saint-Sprit o Aviñón para abandonar el valle y conectar con la ruta desde Saint-Guilles en diversos puntos.
Había varias rutas que llegaban hasta la citada Berna:
Los caminos que discurrían junto al Rin desde Colonia por Coblenza, Maguncia, Espira y Estrasburgo hasta llegar a Basilea. Desde ahí, la ruta bordeaba las estribaciones nororientales del Jura hasta Baden y se dirigía a Berna.
Una variante del anterior era el que, desde Aquisgrán, cruzaba Eifel hasta Tréveris y por Sarrebruck se unía a la ruta del Rin a la altura de Estrasburgo o, más al sur, de Breisach.
Al importante cruce de Núremberg, por su parte, llegaban varios caminos: el procedente de la costa báltica por Érfurt; el de Breslavia que bordeaba por el norte los montes Metálicos por Dresde y Zwickau; así como el de Cracovia que, tras Brno, atravesaba Moravia y Bohemia por Praga, Pilsen y Tachov. Desde Núremberg, a su vez, continuaban hasta el Rin a la altura de Espira o hasta Baden a través de Ulm y Constanza.

### Itinerarios al sur de los Alpes
Al sur de la cordillera, se distinguen dos tipos de itinerarios: el que recorría el valle del Po desde la costa adriática hasta el paso alpino de Moncenisio y el que procedía del centro de la península itálica y se unía al anterior para atravesar la montaña.
Desde Roma existía un camino denominado Vía Francígena que también era utilizado —en dirección contraria— por los peregrinos que se dirigían a la ciudad papal. Atravesaba el Lacio y la Toscana por Viterbo y Siena hasta llegar junto al mar en Luni. Allí se podía continuar en barco, o por la costa, hasta Mentón y posteriormente, Aviñón o, alternativamente, atravesar los Apeninos por el paso de la Cisa hasta Plasencia, en el valle del Po. La ruta continuaba cercana al río hasta llegar a Turín tras lo que atravesaba la montaña por el citado Moncenisio. Se abrían, entonces dos alternativas hasta el Ródano: a través de Chambery y Valence o, de manera más directa, por Briançon hasta Aviñón.
Desde Venecia existía otra ruta que transitaba junto al Po por Ferrara; Mantua y Parma hasta llegar a Plasencia para unirse con la ruta que venía procedente de Roma.
Venecia era, a su vez, destino del camino que —procedente de Budapest; Bratislava y Viena— discurría en las estribaciones orientales de los Alpes por Neustadt, Leoben, Neumarkt, Villach y Pontebba para llegar a Treviso.

## Itinerarios en Gran Bretaña

Los peregrinos de las islas británicas se desplazaban al sur de las islas para tomar los barcos que les transportaban a Francia o a La Coruña.

Los destinos favoritos para los peregrinos procedentes de las islas británicas durante la Edad Media fueron —por este orden— Roma, Compostela, Jerusalén y Trondheim. El culto a Santiago el Mayor se extendió notablemente ayudado por su consideración como protector de cualquier peregrino, independientemente del destino al que se dirigiese. Aparecieron numerosos santuarios —comúnmente pequeñas iglesias y capillas — dedicados a él, destacando el situado junto a los muelles de Bristol y el de Reading, en la ruta que unía esa ciudad portuaria con Londres.
Para llegar a Santiago se utilizaron dos vías: bien, directamente en barco hasta La Coruña u otro puerto cercano; o bien cruzando el canal de la Mancha para desembarcar en algún puerto francés y continuar por tierra siguiendo las rutas habituales de los peregrinos. Esta última opción fue la más utilizada ya que no fue común para los barcos británicos navegar hacia el Mediterráneo —lo que permitía aprovechar sus escalas en puertos gallegos— debido a la presencia de piratas sarracenos en las costas peninsulares y norteafricanas.
Una serie de ciudades destacaron como punto de partida de las naves que cruzaban el canal: Lymington, Southampton, Plymouth, Dartmouth y Fowey. Bristol, por su parte, que no fue muy utilizado durante los primeros siglos, se convirtió en uno de los más importantes desde comienzos del XV al popularizarse los viajes organizados que llevaban directamente a los peregrinos a La Coruña. El principal puerto de destino en Francia era Burdeos ya que el ducado de Aquitania estuvo controlado durante varios siglos por los monarcas ingleses. De hecho, fue el que usó el autor anónimo de la primera guía para peregrinos jacobeos escrita en inglés que se conoce y cuya publicación se estima a finales del siglo XIV.
Para llegar a los puertos de embarque, los peregrinos utilizaban la red existente de caminos en Gran Bretaña. Los itinerarios que seguían tenían como destino estos puertos de salida situados al sur y sureste. A Bristol llegaban caminos procedentes del norte —a través de Gloucester u Oxford— o desde Londres —a través de Reading—. Los puertos del sur, por su parte, estaban comunicados por un corredor que, por Exeter, Winchester, Chichester y Winchelsea llegaba hasta Canterbury. A esta ruta se accedía desde el norte usando los caminos que pasaban por Oxford y Londres.
Durante sus viajes, era común que visitasen también alguno de los destinos de peregrinación populares dentro de la islas. Varios lugares destacaron en este sentido: Chichester, Cirencester, Bury St Edmunds, Exeter, Glastonbury, Gloucester, Malmesbury, Reading, St Albans, Salisbury, Tewkesbury o Winchester. Hubo dos que, además, atraían a peregrinos continentales: St. Andrews en Escocia y sobre todo, Canterbury, tras la muerte de Tomas Becket en 1170. Su tumba se convirtió pronto en el principal destino de peregrinación dentro de Inglaterra.
En la isla de Irlanda, un puerto destacado de embarque para los peregrinos jacobeos fue Waterford, situado en el sureste. Desde Dublín, partiendo de la puerta de St. James, se dirigían por tierra hacia el sur con el fin de llegar a la citada Waterford donde partían naves que transportaban a grupos de peregrinos con destino a Francia o La Coruña. Es conocida la noticia de 1473 cuando la nave Mary London con 400 peregrinos irlandeses que volvían de La Coruña a Waterford fue asaltada por piratas.

## Herramientas geográficas utilizadas en el artículo
- Instituto Geográfico Nacional de España. Mapa Topográfico Nacional [mapa], edición Visor SignA, 1:25 000 y 1:200 000.  (2018)   Consultado el 3 de marzo. Archivado el 6 de marzo de 2019 en Wayback Machine.
- Institut National de l’Information Géographique et Forestiére. Carte IGN [mapa], edición Visor Géoportail.  (2018)   Consultado el 3 de marzo.
- Universidad de Lund. Digital Atlas of the Roman Empire [mapa].  (2018)   Consultado el 3 de marzo.
- René Voorburg. Omnes Viae [mapa].  (2018)   Consultado el 3 de marzo.
- Outdooractive GmbH & Co. KG. Outdooractive [mapa].  (2018)   Consultado el 3 de marzo.